# Абдулгазис, Умер Абдулаевич
Умер Абдулаевич Абдулгазис — советский и украинский ученый-механик, доктор технических наук, профессор. Академик Академии наук высшего образования Украины, Академии строительства Украины и Крымской академии наук, заслуженный работник образования Украины.

## Биография
В 1974 году окончил Андижанский сельскохозяйственный институт, по специальности инженер-механик, специальность механизация сельского хозяйства. В 1976—91 годах работал в Бухарском технологическом институте преподавателем, доцентом и заведующим кафедрой теплотехники и теплоэнергетических установок.
В 1881—84 годах учился в аспирантуре Харьковского политехнического института, в ноябре 1985 года, в Харьковском институте инженеров железнодорожного транспорта, защитил кандидатскую диссертацию и получил степень кандидата технических наук. В 1990-93 годах учился в докторантуре Харьковского политехнического института, там же, в июне 1994-го, защитил докторскую диссертацию и получил степень доктора технических наук.
С сентября 1995 года работал профессором кафедры общетехнических дисциплин Крымского инженерно-педагогического университета, с февраля 1999 года – декан инженерно-педагогического факультета и заведующий организованной им кафедрой автомобилей и автомобильного хозяйства, с февраля 2004 года – первый проректор университета, от января , инициированного им, инженерно-технологического факультета.

## Научная деятельность
Направление научной деятельности - ресурсо- и энергосберегающие технологии в автомобильном транспорте и машиностроении. Организовал аккредитацию и лицензирование ряда профилей специальности "Профессиональное образование" в Крымском инженерно-педагогическом университете, основал там 6 лабораторий инженерно-технологического факультета, в колледже при университете открыл обучение по специальности "Организация и регулирование дорожного движения".
Автор более 200 научных работ, в том числе 3 монографий и 19 учебных пособий и 62 патентов.